# Bothrops lanceolatus
Bothrops lanceolatus är en orm i familjen huggormar som förekommer endemisk på den franska ön Martinique i Västindien.
Arten levde ursprungligen på hela ön men under tidiga 2000-talet registrerades att hela beståndet utgörs av tre från varandra skilda populationer. Individerna lever i låglandet och i kulliga områden som ligger upp till 800 meter över havet. Bothrops lanceolatus hittades inte i öns torra delar och inte heller i öns centrala delar där mycket mänsklig aktivitet förekommer.
Habitatet utgörs främst av regnskogar och galleriskogar. I regioner som inte brukas intensivt besöker Bothrops lanceolatus även odlingsmark för sockerrör och bananer.
Denna orm jagar små och medelstora däggdjur som gnagare och de introducerade mangusterna. Dessutom ingår fåglar i födan. Honor lägger inga ägg utan föder levande ungar. Liksom hos andra huggormar är artens bett giftigt.
De flesta exemplar som upptäcks i samhällen dödas. Beståndet hotas dessutom av skogsavverkningar. Bothrops lanceolatus har viss anpassningsförmåga till förändrade landskap. Enligt uppskattningar minskade hela beståndet mellan 1990 och 2000 med 50 procent. IUCN listar arter därför som starkt hotad (EN).